# Pineview (Géorgie)
Pour les articles homonymes, voir Pineview.
Pineview est une ville américaine située dans le comté de Wilcox, en Géorgie. Selon le recensement de 2020, sa population est de 454 habitants.